# Ponura (chutor)
Ponura (ros. Понура) – chutor w zachodniej Rosji, w sielsowiecie iwanczikowskim rejonu lgowskiego w obwodzie kurskim.

## Geografia
Miejscowość położona jest nad Kotlewką u jej ujścia do Wabli (dorzecze Sejmu), 3,5 km od centrum administracyjnego sielsowietu (Iwanczikowo), 14 km na północny wschód od centrum administracyjnego rejonu (Lgow), 58 km na północny zachód od Kurska, 18 km od drogi regionalnego znaczenia 38K-017 (Kursk – Lgow – Rylsk – granica z Ukrainą) – część trasy europejskiej E38.
W chutorze znajduje się 8 posesji.
Klimat
Miejscowość, jak i cały rejon, znajduje się w strefie klimatu kontynentalnego z łagodnym ciepłym latem i równomiernie rozłożonymi opadami rocznymi (Dfb w klasyfikacji klimatów Köppena).

## Demografia
W 2010 r. chutor zamieszkiwało 9 osób.